# Вулиця Бойківська (Тернопіль)
Вулиця Бойківська — вулиця в 10-му мікрорайоні міста Тернополя.

## Відомості
Розпочинається від вулиці Євгена Коновальця, пролягає на південь та закінчується неподалік від вулиці Уласа Самчука. Довжина вулиці — 360 м. На вулиці знаходяться виключно приватні будинки.